# Grosz ubogich
Grosz ubogich (fr. La Part des pauvres) – powieść historyczna autorstwa Pierre'a Barreta i Jeana-Noëla Gurganda.
Drugi tom cyklu Turnieje Boże. Francuski rycerz Wilem d'Encausse śledzi mnicha, który z ramienia kurii rzymskiej bada okoliczności zdrady byłego wielkiego mistrza zakonu - Gerarda de Ridefort.